# Жижич, Зоран
Зоран Жижич (серб. Zoran Žižić; 4 марта 1951, Титоград, Федеративная Народная Республика Югославия — 4 января 2013, Подгорица, Черногория) — югославский сербский политический деятель, премьер-министр Союзной Республики Югославии (2000—2001).

## Биография
Окончил юридический факультет Белградского университета, получил степень магистра. Пришел в политику в 1988 г. с введением в стране многопартийной политической системы.
- 1990—1997 гг. — вице-премьер Черногории,
- 1997—2000 гг. — заместитель председателя Скупщины Черногории,
- 2000—2001 гг. — премьер-министр Союзной Республики Югославии.

Подал в отставку по собственному желанию, протестуя против решения сербских властей во главе с премьером Зораном Джинджичем выдать Международному трибуналу по бывшей Югославии в Гааге бывшего президента СРЮ Слободана Милошевича.
Являлся активным членом блока за сохранение Государственного союза Сербии и Черногории, который распался в 2006 году после проведенного в Черногории референдума о независимости.